# Rudi Supek
Rudi Supek (* 8. dubna 1913, Záhřeb - 2. ledna 1993, Záhřeb) byl jugoslávský filosof a sociolog. R. Supek byl členem a zakladatelem Skupiny Praxis, redaktorem jejího časopisu Praxis a organizátorem skupinou pořádaných symposií, tzv. letní školy na ostrově Korčula.

## Činnost
Supek studoval filosofii na Záhřebské univerzitě, později psychologii v Paříži. Po příchodu německých vojsk do Francie odešel do odboje francouzské resistance, byl však brzo zatčen a poslán do koncentračního tábora v Royallieu a později v Buchenwaldu. Po válce pokračoval v Paříži ve svém studiu.

## Dílo
- Egzistencijalizam i dekadencija, 1951
- Umjetnost i psihologija, 1958
- Ispitivanje javnog mnjenja, 1961
- Herbert Spencer i biologizam u sociologiji, 1965
- Sociologija i socijalizam, 1966
- Humanistička inteligencija i politika, 1971